# Patricia Morison
Patricia Morison, all'anagrafe Eileen Patricia Augusta Fraser Morison (New York, 19 marzo 1915 – Los Angeles, 20 maggio 2018), è stata un'attrice e cantante statunitense.
Attrice teatrale, esordì sullo schermo nel 1939. Le furono affidati ruoli di femme fatale o quello dell'"altra donna", anche del villain. Fu solo al suo ritorno sul palcoscenico che incontrò il grande successo, interpretando la parte della protagonista della commedia musicale Kiss Me, Kate. Caratterizzata dai lunghi capelli neri (quasi un metro di lunghezza), era dotata di una voce da mezzosoprano.

## Biografia
Patricia Morison, figlia del nordirlandese William e dell'inglese Selena Fraser, si diplomò presso la Washington Irving High School di Manhattan, proseguì gli studi presso l'Art Students League of New York e danza con Martha Graham presso la Neighborhood Playhouse.
Il debutto a Broadway avvenne nel 1933 per un ruolo secondario nella commedia Growing Pains, con la regia di Arthur Lubin, in scena per sole 29 repliche.
Nel 1935 venne scritturata come sostituta di Helen Hayes nel dramma Victoria Regina di Laurence Housman.
Nel 1938 il suo primo ruolo da protagonista nel musical The Two Bouquets.
Per la sua interpretazione in The Two Bouquets venne notata dai dirigenti della Paramount Pictures che la scritturarono presentandola come «la ragazza fuoco e ghiaccio». Il debutto cinematografico avvenne con Persons in Hiding con regia di Louis King (1939).
Nel 1942, durante la Seconda guerra mondiale, partecipò con Al Jolson e Merle Oberon alla tournée organizzata dall'United Service Organizations (USO) per intrattenere i militari presenti in Gran Bretagna.
Negli anni '40 partecipò a 25 pellicole, di solito classificate come film di serie B; alcuni più interessanti come Il pazzo di Hitler (Hitler's Madman, 1943) uno dei primi film di denuncia dei crimini di guerra tedeschi, conosciuto come il massacro di Lidice; Bernadette (The Song of Bernadette, 1943), nella parte dell'Imperatrice Eugenia; Senza amore (Without Love, 1945) con Spencer Tracy e Katharine Hepburn.
Nel 1946 rivestì il ruolo di antagonista ne Il mistero del carillon (Dressed to Kill), 14º e ultimo film basato sul personaggio di Sherlock Holmes nella serie cinematografica interpretata dalla coppia Basil Rathbone-Nigel Bruce.
Venne accreditata nel cast de Il bacio della morte (Kiss of Death, 1947), per il ruolo della moglie del protagonista Nick Bianco (Victor Mature), morta suicida in seguito alla violenza subita da un gangster. L'interpretazione della Morison impressionò particolarmente il produttore Darryl Zanuck («Pat, è una prestazione straordinaria, sei stata meravigliosa. Non mi sorprenderei se ricevessi una candidatura all'Oscar come attrice non protagonista.») ma il pubblico non l'ha mai vista: la censura dell'epoca non permetteva scene di stupro e di suicidio.
Ormai persuasa che Holywood non le avrebbe riservato ruoli rilevanti, nel 1948 accettò di tornare al musical: Cole Porter, dopo averla sentita cantare, la volle in Kiss Me, Kate nel ruolo della protagonista Lilli Vanessi/Katharine, in coppia con Alfred Drake (Fred Graham/Petruchio), con il quale aveva già cantato e recitato in The Two Bouquets.
Dopo le anteprime presentate dal 2 dicembre 1948 allo Shubert Theatre di Filadelfia, l'opera debuttò il 30 dicembre 1948 al New Century Theatre di New York; la Morison restò sino al 3 giugno 1950, sostituita da Anne Jeffreys, poi partecipò al riallestimento londinese che debuttò al London Coliseum l'8 marzo 1951.
Fu anche protagonista con Drake della versione televisiva di Kiss Me, Kate, con la regia di George Schaefer, trasmessa il 20 novembre 1958 per la serie TV Hallmark Hall of Fame.
Nel 1954 fu chiamata a impersonare la parte di Anna Leonowens (la quarta interprete, dopo il ritiro di Gertrude Lawrence) nel musical The King and I, con Yul Brinner nel ruolo del Re del Siam Mongkut al Saint James Theatre di New York, poi in tournée nel 1954-1955.

Il 28 marzo 1971, in occasione del 25 anniversario dei Tony Award, Patricia Morison e Yul Brynner interpretarono il brano Shall We Dance?.
Nel luglio-ottobre 1972 partecipò al musical The Sound of Music nel ruolo della sofisticata baronessa Elsa Schraeder, rappresentato al Curran Theatre di San Francisco e al a Dorothy Chandler Pavilion di Los Angeles.
Nel luglio 1985 si recò in Nuova Zelanda per impersonare la regina Alika nel nuovo allestimento del musical hawaiano Aloha di Eaton Magoon Jr e Robert Helpmann, regia e coreografie di Joe Layton, in scena all'His Majesty's Theatre di Auckland.
Morì per cause naturali il 20 maggio 2018, a Los Angeles, all'età di 103 anni.

## Filmografia

### Cinema

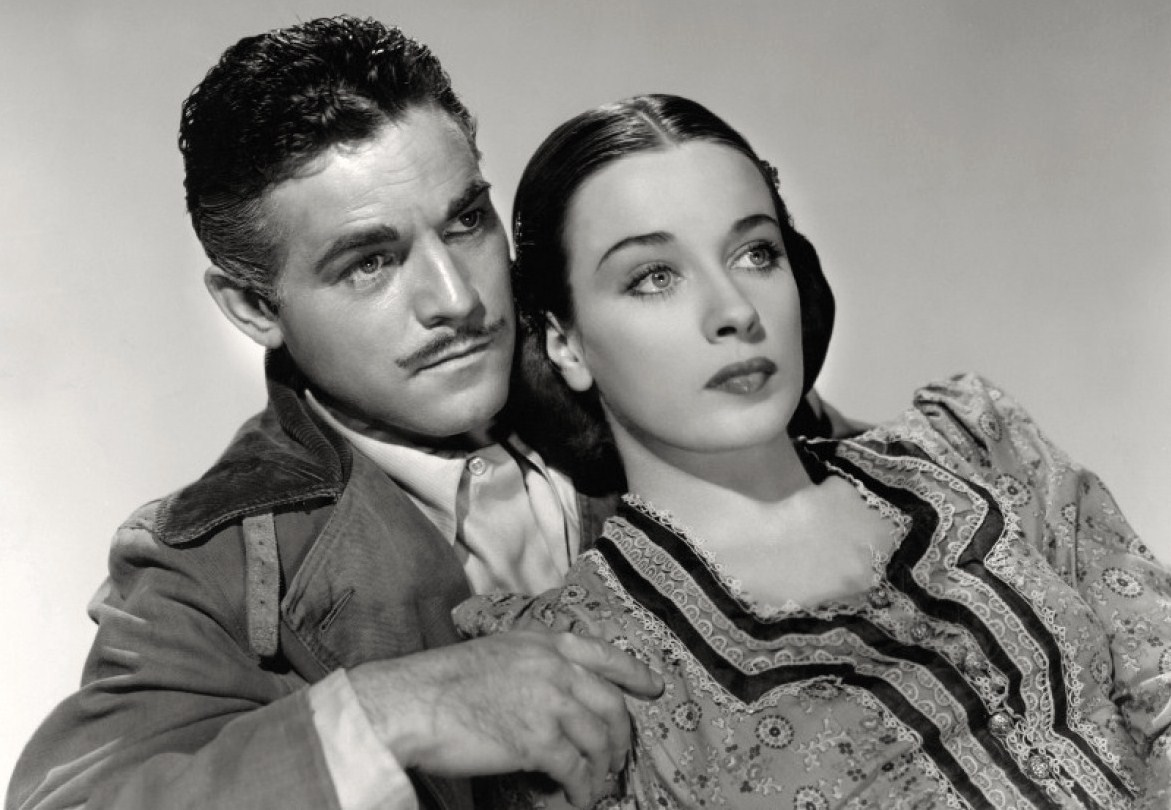
Alan Curtis e Patricia Morison ne Il pazzo di Hitler (1943)

- Wreckless, cortometraggio, regia di William A. Schilling (1935)
- Persons in Hiding, regia di Louis King (1939)
- I'm from Missouri, regia di Theodore Reed (1939)
- The Magnificent Fraud, regia di Robert Florey (1939)
- Untamed, regia di George Archainbaud (1940)
- Gli avventurieri di Santa Marta (Rangers of Fortune), regia di Sam Wood (1940)
- Romance of the Rio Grande, regia di Herbert I. Leeds (1941)
- The Roundup, regia di Lesley Selander (1941)
- Una notte a Lisbona (One Night in Lisbon), regia di Edward H. Griffith (1941)
- Are Husbands Necessary?, regia di Norman Taurog (1942)
- Al di là dell'orizzonte (Beyond the Blue Horizon), regia di Alfred Santell (1942)
- Night in New Orleans, regia di William Clemens (1942)
- Silver Skates, regia di Leslie Goodwins (1943)
- Il pazzo di Hitler (Hitler's Madman), regia di Douglas Sirk (1943)
- Il passo del carnefice (The Fallen Sparrow), regia di Richard Wallace (1943)
- I figli ribelli (Where Are Your Children?), regia di William Nigh (1943)
- Calling Dr. Death, regia di Reginald Le Borg (1943)
- Bernadette (The Song of Bernadette), regia di Henry King (1943)
- Senza amore (Without Love), regia di Harold S. Bucquet (1945)
- Due pantofole e una ragazza (Lady on a Train), regia di Charles David (1945)
- Il mistero del carillon (Dressed to Kill), regia di Roy William Neill (1946)
- Danger Woman, regia di Lewis D. Collins (1946)
- Queen of the Amazons, regia di Edward Finney (1947)
- Tarzan e i cacciatori bianchi (Tarzan and the Huntress), regia di Kurt Neumann (1947)
- Il canto dell'uomo ombra (Song of the Thin Man), regia di Edward Buzzell (1947)
- Canaglia eroica (The Prince of Thieves), regia di Howard Bretherton (1948)
- Le mura di Gerico (The Walls of Jericho), regia di John M. Stahl (1948)
- The Return of Wildfire, regia di Ray Taylor e Paul Landres (1948)
- Rosso il cielo dei Balcani (Sofia), regia di John Reinhart (1948)
- Estasi (Song Without End), regia di George Cukor (1960)
- Racing Fever, regia di William Grefe (1964)
- Won Ton Ton, il cane che salvò Hollywood (Won Ton Ton: The Dog Who Saved Hollywood), regia di Michael Winner (1976)
- Il lungo giorno finisce (The Long Day Closes), regia di Terence Davies (1992)

### Televisione
- Robert Montgomery Presents – serie TV, 1 episodio (1950)
- Musical Comedy Time – serie TV, 1 episodio (1950)
- Nash Airflyte Theatre – serie TV, 1 episodio (1950)
- Pulitzer Prize Playhouse – serie TV, 1 episodio (1951)
- Celanese Theatre – serie TV, 1 episodio (1952)
- The Jackie Gleason Show – serie TV, 1 episodio (1952)
- The Cases of Eddie Drake – serie TV, 13 episodi (1952)
- Four Star Playhouse – serie TV, 2 episodi (1953)
- General Foods 25th Anniversary Show: A Salute to Rodgers and Hammerstein – film TV, episodio "King and I" (1954)
- Screen Directors Playhouse – serie TV, episodio 1x26 (1956)
- Schlitz Playhouse of Stars – serie TV, 1 episodio (1956)
- 77º Lancieri del Bengala (Tales of the 77th Bengal Lancers) – serie TV, episodio 1x12 (1957)
- Lux Video Theatre – serie TV, 2 episodi (1953-1957)
- Kiss Me, Kate – film TV (1958)
- Have Gun - Will Travel – serie TV, 1 episodio (1958)
- The United States Steel Hour – serie TV, 1 episodio (1963)
- Kiss Me Kate – film TV (1964)
- Directions – serie TV, 1 episodio (1964)
- Mirrors – film TV (1985)
- Cin cin (Cheers) – serie TV, 1 episodio (1989)
- La legge di Bird (Gabriel's Fire) – serie TV, 1 episodio (1991)

## Teatro

### Prosa
- Growing Pains, di Aurania Rouverol, regia di Arthur Lubin (1933)
- Victoria Regina, di Laurence Housman, regia di Gilbert Miller (1935)
- Bell, Book and Candle, di John Van Druten, regia di William Tregoe (1962)
- Nuts, di Tom Topor, regia di Stephen Zuckerman (1983)

### Musical
- The Two Bouquets, regia di Marc Connelly (1938)
- Allah Be Praised!, regia di Robert H. Gordon e Jack Small (1944)
- Kiss Me, Kate, regia di John C. Wilson (1948)
- The King and I, regia di John Van Druten (1954)
- Song of Norway (1963)
- Milk and Honey, regia di Dan M. Eckley (1964)
- Kismet, regia di Edward Greenberg (1965)
- Do I Hear a Waltz?, regia di John Kelso (1969)
- The Sound of Music, regia di Joseph Hardy (1972)
- Gigi, regia di Leslie B. Cutler (1982)
- Aloha, regia di Joe Layton (1985)

## Doppiatrici italiane
- Dhia Cristiani in Bernadette
- Anna Miserocchi in Estasi
- Vittoria Febbi nel ridoppiaggio de Il mistero del carillon
- Noemi Gifuni nel ridoppiaggio di Senza amore